# Discolampa ethionides
Discolampa ethionides är en fjärilsart som beskrevs av Hans Fruhstorfer 1918. Discolampa ethionides ingår i släktet Discolampa och familjen juvelvingar. Inga underarter finns listade i Catalogue of Life.